# Pad thai
Il pad thai, phat thai o phad thai (in thailandese ผัดไทย, phad thai; [/pʰàd tʰāj/] ) è un piatto della cucina thailandese a base di pasta di riso fritta al salto in padella con alimenti vari, come ad esempio uovo, salsa di pesce, peperoncino, verdure, arachidi, germogli di soia, gamberi e pollo o tofu. È il piatto di noodle fritti più diffuso in Thailandia e comprende elementi caratteristici sia della cucina thai che della cucina cinese.

## Ricette
Di seguito viene riportata una ricetta di pad thai con gamberetti freschi (pad thai kung sot) pubblicata su libro da una cuoca e insegnante di cucina thailandese:
Ingredienti base
- 4 cucchiai di olio vegetale
- 1 cucchiaino di aglio tritato
- 165 grammi di gamberi freschi sgusciati e puliti
- 1 cucchiaio di ravanello comune tritato
- 125 grammi di spaghettini di riso di spessore medio tenuti precedentemente in ammollo in acqua fredda per 60 minuti
- 5 o 6 cucchiai di salsa per pad thai composta da succo di tamarindo (30%), acqua (30%), salsa di pesce (15%), zucchero di palma (25%) e 2 cucchiaini di sale, cucinata in precedenza per 60 minuti a fiamma medio-alta fino a che la salsa diventa densa
- 2 uova
- 2 cucchiai di arachidi tostate e sbriciolate
- 100 grammi di erba cipollina cinese o cipollotto o equivalente, tagliati a fettine
- 220 grammi di germogli di soia e alcuni altri da aggiungere a cottura ultimata
- 2 fette e un po' di succo di lime
- acqua, da aggiungere in quantità adeguata per non far attaccare gli spaghettini

Ingredienti facoltativi
- 1 cucchiaio di gamberetti essiccati
- 165 grammi di fette di maiale già cotto
- 1/2 cucchiaino di peperoncino piccante tritato

Cottura
Rosolare l'aglio tritato nell'olio in una padella wok e aggiungere quindi i gamberetti ed eventualmente il maiale. I gamberetti vanno fatti saltare fino a che diventano rossi, bisogna poi toglierli dalla padella per evitare che si rovinino e metterli da parte. Mettere quindi in padella i ravanelli tritati ed eventualmente i gamberetti essiccati. Aggiungere gli spaghettini e farli saltare mischiandoli bene per evitare che si attacchino tra loro. Dopo un po' aggiungere dell'acqua continuando a mischiare e subito dopo la salsa continuando a mischiare fino a quando la salsa si distribuisce omogeneamente. Quendo gli spaghettini sono diventati abbastanza teneri rimettere in padella i gamberetti e spostare il tutto in una parte del wok per far posto alle due uova da friggere, aggiungendo dell'olio nel caso la padella fosse troppo secca. Mischiare sommariamente le uova mentre si friggono e subito coprirle con la pasta, a questo punto bisogna mischiare bene e velocemente il tutto per distribuire omogeneamente il fritto d'uovo. Aggiungere i cipollotti, le arachidi, i peperoncini e i germogli di soia, mischiare bene, poi togliere dal fuoco e servire sui piatti aggiungendo gli ultimi germogli di soia, le fettine e il succo di lime.

### Varianti
Sono molteplici le varianti di pad thai che si trovano nei ristoranti thailandesi, con ingredienti diversi anche a seconda delle richieste del cliente. Uno dei migliori ristorantini di cibo da strada di Bangkok specializzato in pad thai serve una versione che si differenzia da quella precedente nella preparazione della salsa, nella quale usa dosi diverse di ingredienti e aggiunge aceto, peperoncino thai fresco, pasta di peperoncino e aglio. Usa quindi tofu anziché maiale e rapa sottaceto invece dei ravanelli. Serve inoltre a prezzo ridotto una versione vegetariana e una speciale a prezzo maggiorato con polpa di granchio. Fra le altre opzioni che si possono chiedere ai ristoratori vi è quella di cucinare il pad thai senza uovo.